# Burundyjskie Siły Powietrzne
Siły powietrzne Burundi stanowi 20 samolotów i śmigłowców. Służą one do zwalczania partyzantów i do przewozu uzbrojenia. Na wyposażeniu są samoloty Marchetti SF-260 Warrior i Aerospatiale SA-342L Gazelle. Pozostałe samoloty służą do celów dyspozycyjno-łącznikowych.